# Тонкопряд папоротниковый
Тонкопряд папоротниковый, или тонкопряд орляковый, или тонкопряд мрачный (лат. Pharmacis fusconebulosa), — вид бабочек из семейства тонкопрядов.

## Описание

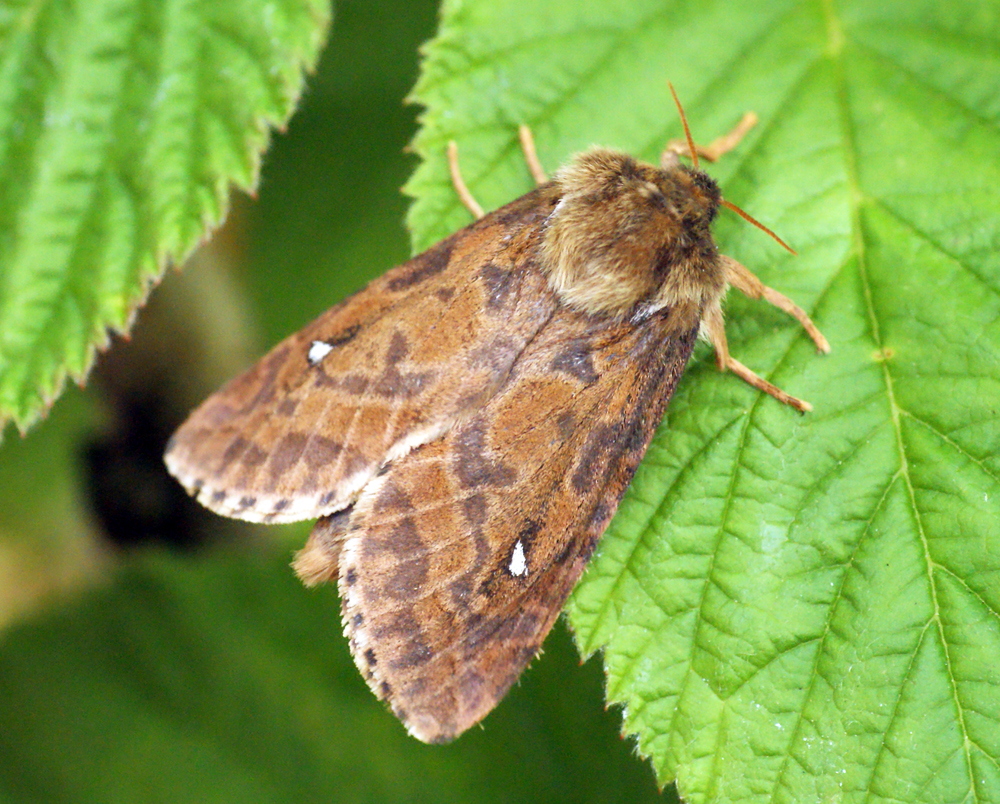
Самка

Размах крыльев 32—52 мм, самка крупнее самца. Основной фон передних крыльев однотонный светло-коричневый, часто с рыжеватым оттенком. На основном фоне находится светлый рисунок, который весьма изменчив. Тергиты с небольшими парными треугольными выростами на вершине. Вальвелла без выростов и зубцов по наружному краю.

## Ареал
Ареал охватывает зону тайги, подтайги, некоторых лесостепных и горных регионов Евразии. В Европейской России вид распространён в подзонах южной тайги и хвойно-широколиственных лесов (на южной границе основного ареала). Встречается локально.

## Биология
Стенотопный, очень локально распространённый и очень малочисленный вид. Населяет старые боры-зеленомошники на песчаных почвах. Время лёта с конца июля по начало августа. Бабочки активны ночью и летают кратковременно. Не питаются (афагия) и живут за счёт запасов питательных веществ, накопленных на стадии гусеницы. Бабочки держатся на прогреваемых разнотравных опушках и полянах с обилием папоротника орляка обыкновенного, служащего кормовым растением для гусениц. Гусеницы питаются корнями растений. Зимуют дважды. Окукливаются в почве.